# Nordby Bakker
Nordby Bakker er et randmorænelandskab på den nordvestlige del af Samsø, dannet i den sidste del af Weichsel-istiden. Kystlinjen består af en ca. 6 kilometer lang strækning med op til 20-25 meter høje klinter fra Issehoved i nord til Asmindør Hage i syd. Klinterne gennemskæres af en række dale, der på Samsø kaldes ”skår”; den mest markante er den ca. 3 kilometer Langdal.
Midt i området ligger det 64 meter høje Ballebjerg, der er Samsøs højeste punkt. Her er et observationstårn, hvorfra der i klart vejr er udsigt til Mols, Hjelm, øerne øst for Samsø, Røsnæs, Endelave, Tunø samt hele Aarhus Bugt.
Området er Natura 2000-område nr. 58 Nordby Bakker og en stor del, i alt 480 ha er fredet.
Bakkerne karakteriseres som et overdrevslandskab og skal derfor vedligeholdes ved græsning. For at holde på dyrene, skal der opsættes hegn. Til dette formål modtog Naturstyrelsen i 2019 263.000 DKK fra Fødevareministeriet og Den Europæiske Landbrugsfond for Udvikling af Landdistrikterne. Arbejdet muliggør desuden bekæmpelsen af den invasive art rynket rose.